# Jump (Kris-Kross-Lied)
Jump (englisch für „Springen“) ist ein Lied des US-amerikanischen Hip-Hop-Duos Kris Kross. Der Song wurde am 6. Februar 1992 als erste Single ihres Debütalbums Totally Krossed Out veröffentlicht. Zur Erscheinungszeit waren beide Rapper erst 13 Jahre alt.

## Inhalt
| Liedteil   | Künstler                |
| Intro      | Mac Daddy und Daddy Mac |
| 1. Strophe | Mac Daddy               |
| Refrain    | Mac Daddy und Daddy Mac |
| 2. Strophe | Daddy Mac               |
| Interlude  | Mac Daddy               |
| Bridge     | Mac Daddy               |

Jump wird von Kris Kross aus der Perspektive des lyrischen Ichs gerappt, wobei sie die Hörer dazu animieren, sich zur Musik zu bewegen und herumzuspringen. Dabei stellen sie klar, dass ihre Musik kein R&B, sondern harter Rap sei. Sie preisen ihre Fähigkeiten und betonen, dass sie echt und nicht fake seien.

“Jump, jump

The Mac Dad’ll make ya jump, jump

The Daddy Mac’ll make ya jump, jump

Kris Kross’ll make ya jump, jump”

## Produktion
Das Lied wurde von dem US-amerikanischen Musiker und Produzenten Jermaine Dupri zusammen mit Joe Nicolo und Michael T. Mauldin produziert. Als Autor fungierte ebenfalls Jermaine Dupri.

## Musikvideo
Bei dem zu Jump in Atlanta gedrehten Musikvideo führte Rich Murray Regie. Es verzeichnet auf YouTube über 164 Millionen Aufrufe (Stand: November 2024). Das Video zeigt Kris Kross, die den Song in typischer Hip-Hop-Kleidung rappen und dazu umherspringen. Dabei sind sie in der verschneiten Stadt sowie vor grauem Hintergrund zu sehen und teils von weiteren Personen umgeben, die sich zur Musik bewegen. Einige Szenen zeigen einen Lowrider sowie eine brennende Tonne, um welche die Musiker tanzen.

## Single

### Covergestaltung
Das Singlecover ist schwarz-weiß gehalten und zeigt die beiden Kris-Kross-Mitglieder Daddy Mac und Mac Daddy, die beide Sonnenbrillen tragen und lässig posieren. In der Mitte des Bilds befindet sich von oben nach unten geschrieben der Schriftzug Kris Kross in Schwarz und Rot, während der Titel Jump in Weiß links und rechts im Bild steht, davon einmal kopfüber. Im Hintergrund ist eine graue Landschaft zu sehen.

### Titellisten
Single
1. Jump (Radio Edit) – 3:17
2. Lil Boys in da Hood – 3:04

Maxi
1. Jump (Radio Edit) – 3:17
2. Jump (Extended Mix) – 5:09
3. Jump (Instrumental Mix) – 3:17
4. Lil Boys in da Hood – 3:04

Remix-Maxi
1. Jump (Extended Dance Mix) – 6:47
2. Jump (Super Cat Dessork Mix) – 3:52
3. Jump (Super Cat Mix) – 4:35
4. Jump (Instrumental) – 3:32

### Chartplatzierungen
Jump stieg am 11. Mai 1992 auf Platz 37 in die deutschen Singlecharts ein und erreichte drei Wochen später mit Rang zwei die beste Platzierung, auf der es sich drei Wochen hielt. Insgesamt war der Song 20 Wochen lang in den Top 100 vertreten, davon zehn Wochen in den Top 10. Besonders erfolgreich war die Single in den Vereinigten Staaten, wo sie für acht Wochen die Chartspitze belegte. Ebenfalls Position eins erreichte das Lied unter anderem in der Schweiz, in Australien und Neuseeland. In den deutschen Single-Jahrescharts 1992 belegte das Stück Platz 18.
| ChartsChartplatzierungen       | Höchstplatzierung | Wochen |
| ------------------------------ | ----------------- | ------ |
| Deutschland (GfK)              | 2 (20 Wo.)        | 20     |
| Österreich (Ö3)                | 7 (12 Wo.)        | 12     |
| Schweiz (IFPI)                 | 1 (13 Wo.)        | 13     |
| Vereinigte Staaten (Billboard) | 1 (21 Wo.)        | 21     |
| Vereinigtes Königreich (OCC)   | 2 (8 Wo.)         | 8      |

| ChartsJahrescharts (1992)      | Platzierung |
| ------------------------------ | ----------- |
| Deutschland (GfK)              | 18          |
| Schweiz (IFPI)                 | 28          |
| Vereinigte Staaten (Billboard) | 3           |
| Vereinigtes Königreich (OCC)   | 37          |

| ChartsJahrescharts (1990–1999) | Platzierung |
| ------------------------------ | ----------- |
| Vereinigte Staaten (Billboard) | 23          |

### Auszeichnungen für Musikverkäufe
Jump erhielt noch im Erscheinungsjahr in den Vereinigten Staaten als Single und als Videosingle jeweils Doppel-Platin für mehr als zwei Millionen bzw. 200.000 verkaufte Einheiten. Im Vereinigten Königreich wurde es 2021 für über 200.000 Verkäufe mit einer Silbernen Schallplatte ausgezeichnet.

| Land/Region                  | Auszeichnungen für Musikverkäufe (Land/Region, Auszeichnung, Verkäufe) | Verkäufe  |
| ---------------------------- | ---------------------------------------------------------------------- | --------- |
| Australien (ARIA)            | Platin                                                                 | 70.000    |
| Frankreich (SNEP)            | Silber                                                                 | 125.000   |
| Neuseeland (RMNZ)            | Platin                                                                 | 30.000    |
| Vereinigte Staaten (RIAA)    | 2× Platin (Single) · + 2× Platin (Videosingle)                         | 2.200.000 |
| Vereinigtes Königreich (BPI) | Silber                                                                 | 200.000   |
| Insgesamt                    | 2× Silber · 6× Platin ·                                                | 2.625.000 |

Bei den Grammy Awards 1993 wurde Jump in der Kategorie Best Rap Performance by a Duo or Group nominiert, unterlag jedoch Tennessee von Arrested Development.

## Coverversionen
Im Jahr 2005 veröffentlichte der polnisch-deutsche Hip-Hop-DJ und Musikproduzent DJ Tomekk zusammen mit den Rappern Fler und G-Hot den Song Jump, Jump (DJ Tomekk kommt), der ein Sample von Jump enthält, als Single. Das Lied, zu dem auch ein Musikvideo gedreht wurde, erreichte Platz drei der deutschen Charts.